# Hope Bay, Antarktis

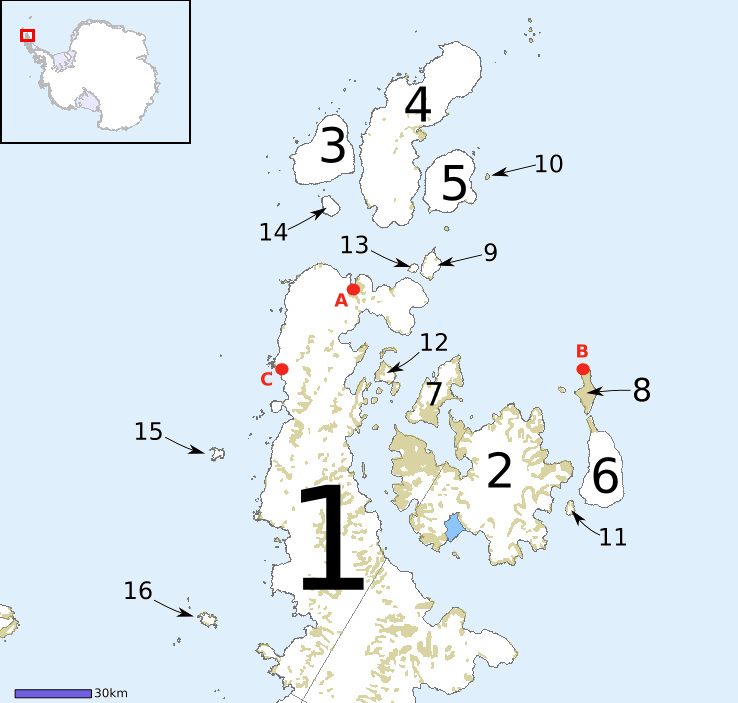
Lägeskarta, Hope Bay A

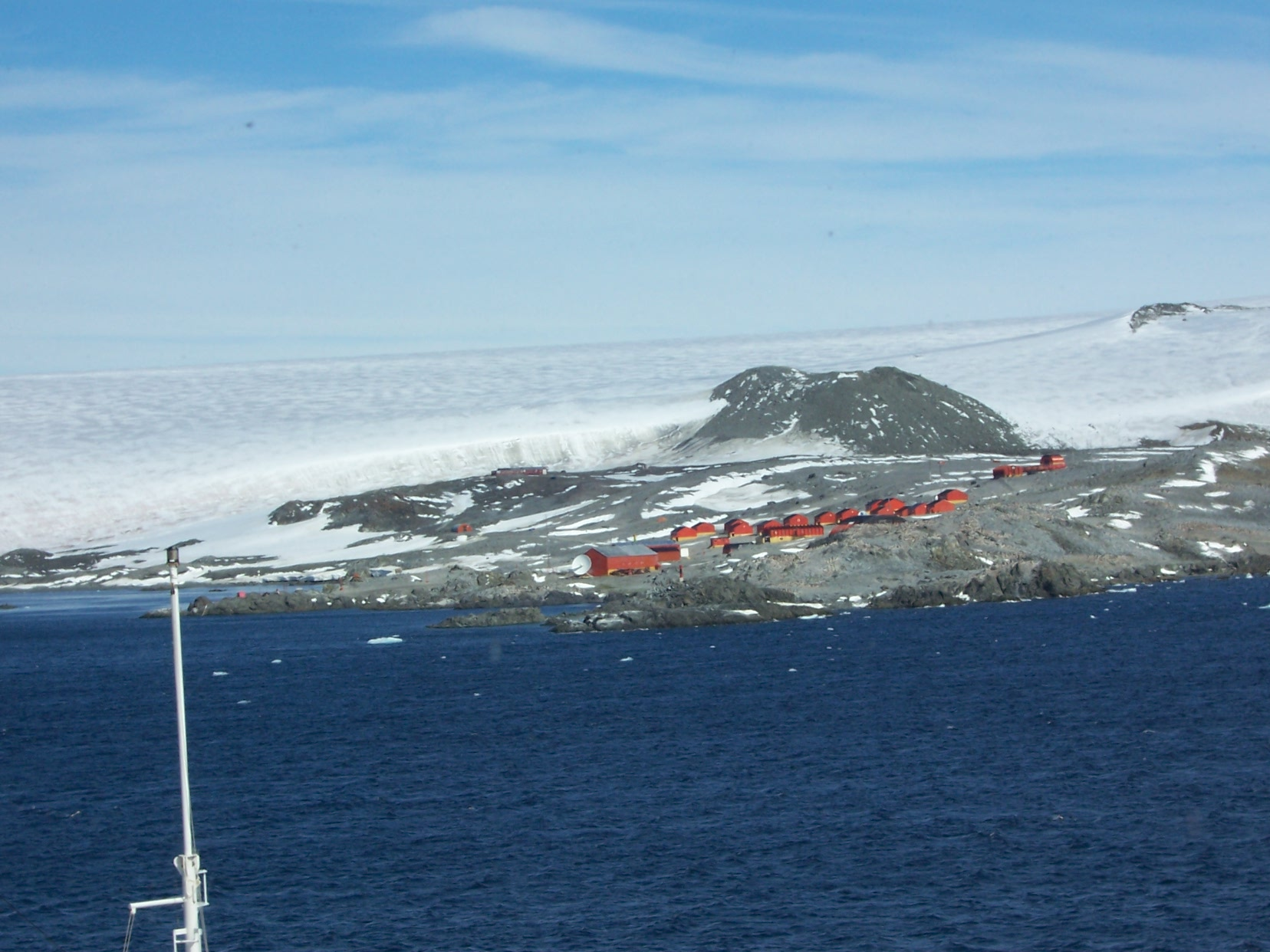
Esperanzabasen vid Hope Bay

Hope Bay (spanska Bahía Esperanza) är en vik i västra Antarktis och är den nordligaste punkten på den antarktiska kontinenten och tillhör samtidigt världens yttersta platser.

## Geografi
Hope Bay ligger längst norrut på Trinityhalvön på den Antarktiska halvön vid Antarcticsundet.
Viken är cirka 5 km lång och cirka 3 km bred.
Förvaltningsmässigt utgör viken en del av distriktet "Tierra del Fuego, Antártida e Islas del Atlántico Sur" i Argentina som ensidigt även omfattar delar av Antarktis.

## Historia
Hope Bay upptäcktes den 15 januari 1902 av den Första svenska Antarktisexpeditionen under ledning av Otto Nordenskjöld och namngavs då "Hoppets vik" efter att expeditionsmedlemmarna Johan Gunnar Andersson, Samuel August Duse och besättningsmannen Toralf Grunden övervintrade här vintern 1902 - 1903 .
Den 13 februari 1945 etablerade Storbritannien forskningsstationen "Base D" här. Delar av stationen brann ned den 8 november 1948 men återuppbyggdes 1952. Stationen var i drift till den 13 februari 1964. Den 8 december 1997 överlämnades stationen till Uruguay som då döpte om den till "Teniente Ruperto Elichiribehety Uruguayan Antarctic Scientific Station" .
Den 17 december 1952 öppnade även Argentina forskningsstationen "Base de Ejército Esperanza" här. Stationen utökades 1975 och är fortfarande i drift och permanent bemannad. Den 7 januari 1978 föddes Emilio Marcos Palma på stationen och Emilio anses vara den första människan som föddes på Antarktis .